# Svarkove, Hluhiv
Svarkove (în ucraineană Сваркове) este o comună în raionul Hluhiv, regiunea Sumî, Ucraina, formată numai din satul de reședință.

## Demografie
Componența lingvistică a comunei Svarkove
     Ucraineană (96,57%)
     Rusă (3,22%)
Conform recensământului din 2001, majoritatea populației comunei Svarkove era vorbitoare de ucraineană (96,57%), existând în minoritate și vorbitori de rusă (3,22%).